# 若者服
若者服（わかものふく）とは、思春期から青年期にかけての若者が着用するカジュアルタイプの衣服を指す。高齢世代から見た若者のファッション文化全般を指す。

## 解説
この世代は、異性の獲得が主要な発達課題になるので、男子ならばいかつさや力強さを強調したデザイン、女子ならばエレガントな女らしさを表現したり、攻撃的なセクシーさを強調したデザインになることがある。しかし一方では男子は男臭さを排除した中性的ファッションや、女子ならばセクシーになりすぎることを避け、ゆるさやけだるさを表現したデザインが好まれる傾向もある。一部では、ロリータ・ファッションのように、異性受けを拒絶するようなファッションを好んで着る女性もいる。
また、一般に華美なデザインになるのは、男女共通である。